# Money Boy

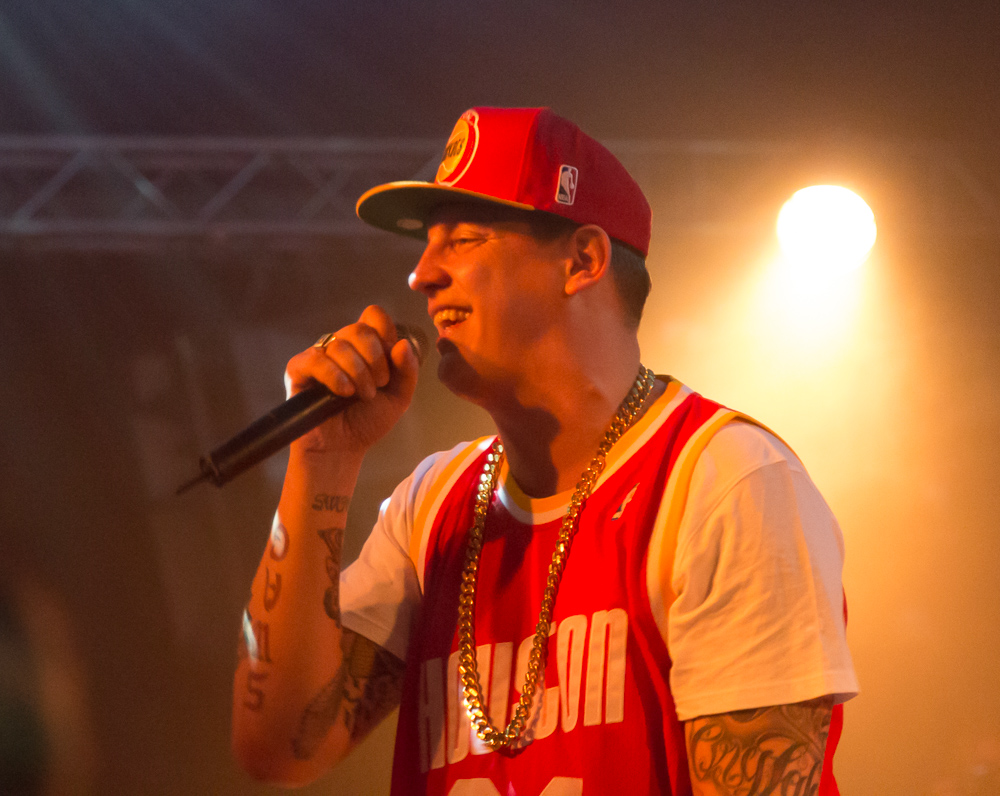
Money Boy (2015)

Money Boy (* 27. Juni 1981 in Wien; auch Why SL Know Plug und YSL Know Plug, seltener YSL Beezy, Frencho Santana und Flir; bürgerlich Sebastian Meisinger) ist ein österreichischer Rapper aus Wien. Er wurde ursprünglich durch den Song Dreh den Swag auf bekannt.

## Biografie
Money Boy wuchs im 15. Wiener Gemeindebezirk Rudolfsheim-Fünfhaus als Sohn einer Lehrerin und eines Unternehmers auf. Bis 2008 studierte er Publizistik- und Kommunikationswissenschaft an der Universität Wien. Ein Semester absolvierte er an der University of Illinois. Er schloss das Studium mit dem akademischen Grad Magister philosophiae (Mag. phil.) erfolgreich ab. Seine von Peter Vitouch betreute Diplomarbeit schrieb er über Gangsta-Rap in Deutschland. Daneben spielte er lange Zeit Basketball: in der Saison 2009/10 mit der ersten Mannschaft von Vienna 87 in der damaligen Division Ost der 2. Basketball-Bundesliga und in der Wiener Liga, zuvor bei UBBC Wien. Anfangs schrieb er seine Texte auf Englisch.
Nach seinem ersten öffentlich zugänglichen Titel Ching, Chang, Chung erregte Money Boy im Spätsommer 2010 mit Dreh den Swag auf, einer Coverversion von Turn My Swag On von Soulja Boy, viel kontroverse Aufmerksamkeit. Der Titel wurde auf YouTube über 22 Millionen Mal (Stand Februar 2016), mehrheitlich aber negativ bewertet, aufgerufen. Es folgten Auftritte in der MTV-Sendung MTV Home.

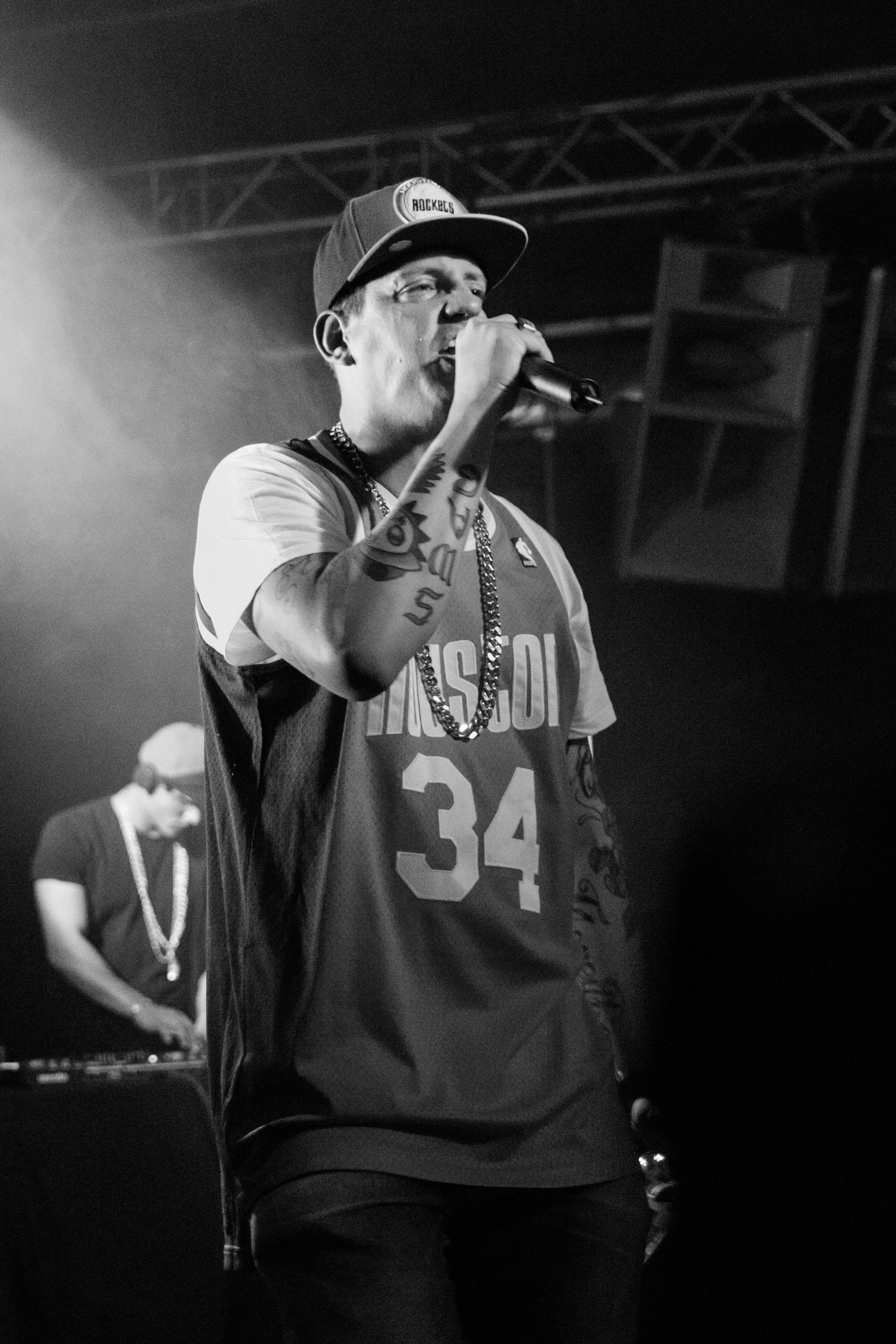
Money Boy (2015)

Im Dezember 2010 nahm die Plattenfirma Sony Music Entertainment Money Boy unter Vertrag. Kurz darauf erschien seine erste Single X-Mas Time, ehe am 1. Februar 2011 sein bekanntester Titel Dreh den Swag auf folgte, der aus lizenzrechtlichen Gründen aber nur in einer Club-Remix-Version erworben werden kann. Beide Singles werden nur in digitaler Version vertrieben.
Money Boy tourt seit seiner Vertragsunterschrift durch Deutschland, Österreich, die Schweiz und die Niederlande, um in verschiedenen Clubs und Diskotheken aufzutreten. Weiterhin wurde er von mehreren Radiosendern interviewt. Sein zweites Mixtape mit dem Namen Money, Girls and Fame veröffentlichte er Anfang August 2011. Außerdem war er in einem Werbespot von Rauch Fruchtsäfte zu sehen. Im Dezember 2011 erreichte er bei Österreich wählt in der Folge Österreich wählt den Super-Promi Platz 25.
Zur selben Zeit veröffentlichte Money Boy sein drittes Mixtape The Lost Tape.
Nach Ablauf seines Vertrags mit Sony veröffentlichte der Rapper sein erstes Album S.W.A.G. über sein eigenes Label „Swag City Clique“. Vertrieben wurde es als Download im iTunes Store und über Amazon. Am 11. Mai 2013 war Money Boy bei der TV-Sendung Wir sind Kaiser zu Gast. Im November 2014 erschien sein zweites Album HiTunes.
Am 15. Dezember 2014 erhielt er im Rahmen der Show Circus HalliGalli einen Goldenen Umberto (Goldener Mummberto für verblüffende Ansichten) für ein Interview, welches er in der Sendung Living Room auf Joiz Germany mit Alexandra Maurer gegeben hatte. Dort sagte er, er könne jedem Menschen den Konsum von MDMA sowie Heroin auf Partys empfehlen. Außerdem erklärte er, dass seine Homies gern mit seiner Freundin schlafen dürften. Money Boy nahm den Preis persönlich entgegen.
2015 veröffentlichte er allein bis zum 7. Februar sieben Mixtapes. Darüber hinaus veröffentlichten verschiedene Musikwebsites ab 10. Februar desselben Jahres unter dem Titel #MoneyBoyLeaks eine genauere Betrachtung seiner Magisterarbeit und sprachen dabei auch mit dem Künstler selbst und Peter Vitouch, dem Professor, der die Arbeit betreut hatte. Dabei wurde vor allem das Interview mit Vitouch sehr beachtet, der klarstellte, dass er „Moneyboy für alles andere als dumm halte“.
Nachdem der Rapper im März 2015 auf Twitter den Flugzeugabsturz des Germanwings-Fluges 9525 als Anlass für Witze genutzt hatte, wurde er mehrmals kritisiert.
2015 veröffentlichte er sein drittes Album namens Cash Flow. Im Zuge der Veröffentlichung folgten im Sommer 2015 unter anderem Auftritte auf dem Castival des Rappers Casper in der Berliner Wuhlheide und auf dem Festival Splash!.
Im März 2016 wurde Money Boy wegen fahrlässiger Körperverletzung angezeigt, weil er bei einem Auftritt im WUK in Wien Gegenstände (darunter ein Mikrofon und eine Glasflasche) in Richtung des Publikums geworfen und dabei unter anderem einer jungen Frau Verletzungen durch Splitter zugefügt hatte. In Folge wurde er vom Musikfestival Nova Rock ausgeladen, entfernte alle seine Songs von der Videoplattform YouTube und benannte sich in Why SL Beezy um. Nach den Terroranschlägen vom 22. März 2016 in Brüssel veröffentlichte er einen Track namens Terror, der dem Online-Magazin VICE zufolge „Interesse am Weltgeschehen und Empathie“ zeige.
Zuvor war am 16. März bereits das Album All in a Night veröffentlicht worden, die erste offizielle Plattenveröffentlichung nach der Namensänderung. Laut eigenen Angaben wurde das komplette Album innerhalb einer Nacht fertiggestellt; es enthält u. a. einen Gastbeitrag von Sierra Kidd. Am 24. November 2016 folgte mit Alles ist Designer ein weiteres Album.
Am 2. Mai 2017 kehrte er mit der Veröffentlichung des Musikvideos Cash Me Outside zu seinem alten Künstlernamen Money Boy zurück. Im Video kündigte er zudem sein sechstes Album Mann unter Feuer an, das am 16. Oktober 2018 erschien. Im Jahr 2019 folgten die Alben Quick Mart und Geld Motivierte Muzik. Die dazugehörigen Musikvideos waren zum Teil bei einem Aufenthalt des Rappers in den USA entstanden.
In der Kochshow Trap House Kitchen, die seit 2016 auf seinem YouTube-Kanal erscheint, kocht Money Boy überwiegend modernes amerikanisches Fast Food. Er wird in einer einfachen Küche von einer Handykamera gefilmt, verwendet aber zum Teil sehr hochwertige Zutaten.
Nachdem 2020 die Alben Dripolympics und Feed the Skreetz erschienen, veröffentlichte Money Boy Anfang 2021 das Kompilationsalbum The Plug. Es enthielt eine Reihe von Liedern, die ursprünglich 2016 und 2017 auf YouTube veröffentlicht worden waren. Am 22. Oktober 2021 veröffentlichte Money Boy das Studioalbum 10 Bullets, nachdem er bereits 2016 ein Mixtape unter dem gleichen Titel angekündigt hatte.
Im Februar 2024 hat Money Boy in Kooperation mit der Supermarktkette Kaufland, Julien Bam und Knossi einen Orangensaft namens „Einfach Orangensaft“, der auf einen von Money Boy gedrehten und viral gegangenen Videoclip in einem Berliner Hotel aus dem Jahr 2015 zurückzuführen ist, auf den Markt gebracht. Der Saft war vom 1. Februar bis zum 7. Februar limitiert erhältlich.
2024 veröffentlichte TJ_Beastboy die EP COLDBLOODED-BONECRUSHER, in der Money Boy ein Feature im Song Get rich and die crying hatte.
Im April 2024 wurde die Beziehung zwischen Money Boy und der 12 Jahre jüngeren Melody Haase bekannt. Melody Haase erreichte mediale Präsenz durch ihre Teilnahme an mehreren TV-Formaten wie Deutschland sucht den Superstar, Adam sucht Eva – Gestrandet im Paradies oder Ex on the Beach.

## Glo Up Dinero Gang

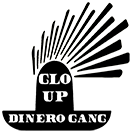
Logo der Glo Up Dinero Gang

Money Boy gründete die Glo Up Dinero Gang, in der verschiedene Künstler versammelt sind, die einen ähnlichen Stil pflegen und neben eigenen Veröffentlichungen auch in Musikstücken mit ihm zusammen auftreten. Unter anderem sind dies Spinning 9, Hustensaft Jüngling, The Ji, Keewee, LGoony und Medikamenten Manfred. Der größte Erfolg konnte im Jahre 2015 erreicht werden, als die Mitglieder Money Boy, Medikamenten Manfred und Hustensaft Jüngling auf dem Album „Cla$$ic“ von Bushido und Shindy als Feature vertreten waren und dafür eine goldene Schallplatte erhielten. Dieser Erfolg wird auf dem Musikvideo „Goldrapper“ zelebriert.

## Diskografie
Studioalben
| Jahr | Titel Musiklabel                                   | Anmerkungen                                                  |
| ---- | -------------------------------------------------- | ------------------------------------------------------------ |
| 2013 | Swag Swag City Clique                              | Erstveröffentlichung: 21. Januar 2013                        |
| 2014 | HiTunes 21 Entertainment                           | Erstveröffentlichung: 4. November 2014                       |
| 2015 | Cash Flow Glo Up Dinero Gang                       | Erstveröffentlichung: 16. Juni 2015                          |
| 2016 | All in a Night (Extended Version) 21 Entertainment | Erstveröffentlichung: 16. März 2016 als Why SL Know Plug     |
| 2016 | Alles ist Designer 21 Entertainment                | Erstveröffentlichung: 24. November 2016 als Why SL Know Plug |
| 2018 | Mann unter Feuer 21 Entertainment                  | Erstveröffentlichung: 16. Oktober 2018                       |
| 2019 | Quick Mart 21 Entertainment                        | Erstveröffentlichung: 5. April 2019                          |
| 2019 | Geld Motivierte Muzik 21 Entertainment             | Erstveröffentlichung: 13. August 2019                        |
| 2020 | Dripolympics 21 Entertainment                      | Erstveröffentlichung: 17. April 2020                         |
| 2020 | Feed the Skreetz 21 Entertainment                  | Erstveröffentlichung: 24. Juli 2020                          |
| 2021 | 10 Bullets 21 Entertainment                        | Erstveröffentlichung: 22. Oktober 2021                       |
| 2022 | Back in der Trap 21 Entertainment                  | Erstveröffentlichung: 27. Mai 2022                           |
| 2024 | Der Pimp im purple Pelzmantel 21 Entertainment     | Erstveröffentlichung: 7. Juni 2024                           |

## Einfluss auf die Jugendsprache
Money Boy wird immer wieder ein großer Einfluss auf die Jugendsprache der Jahre seit 2010 attestiert. So werden unter anderem die Vong-Sprache und die Verbreitung der so entstandenen Ausdrücke wie I bims oder fly sein auf den Gebrauch durch Money Boy mitzurückgeführt, er selbst sieht sich als alleiniger Erfinder. Ebenso gilt er als einer der deutschsprachigen Vertreter des Cloud Rap der 2010er-Jahre.

## Musikalische Vorbilder
Zu seinen persönlichen musikalischen Vorbildern zählt er unter anderem die US-Rapper Soulja Boy, Gucci Mane, Lil Wayne, Juelz Santana, Eminem und Snoop Dogg.